# Qudiyalçay
Qudiyalçay är ett vattendrag i Azerbajdzjan.   Det ligger i distriktet Xaçmaz Rayonu, i den nordöstra delen av landet, 150 km nordväst om huvudstaden Baku.
Trakten runt Qudiyalçay består till största delen av jordbruksmark. Runt Qudiyalçay är det ganska tätbefolkat, med 129 invånare per kvadratkilometer.